# Lepipolys
Lepipolys is een geslacht van vlinders van de familie uilen (Noctuidae), uit de onderfamilie Cuculliinae.

## Soorten
- L. behrensi Grote, 1874
- L. perscripta Guenée, 1852